# 희망충전 대한민국
희망충전 대한민국은 KBS 1라디오(전국, 수도권 기준 FM 97.3MHz, AM 711kHz)에서 방송되는 나눔 캠페인 라디오 프로그램이다. 진행자는 유지원 아나운서이며, 방송시간은 매일 오전 10시 56분, 저녁 5시 56분, 밤 8시 56분이다. 단, 이 프로그램은 모두 전국방송이다.

## 프로그램 소개
- KBS라디오는 초록우산 어린이재단, 인탑스 주식회사와 함께 우리의 도움이 필요한 어린이를 돕기 위한 기금 모금과 정기 후원 독려 캠페인을 연중으로 진행하고 있습니다. 청취자 여러분의 따뜻한 마음을 기다립니다. ARS 060-700-1580 (한통화 3천원) 정기후원문의 1588-1940 내가 알고 있는 주위 어려운 어린이의 사연을 직접 보내주세요.